# Ormes (Aube)
Ormes település Franciaországban, Aube megyében. Lakosainak száma 168 fő (2022. január 1.). Ormes Allibaudières, Arcis-sur-Aube, Champigny-sur-Aube, Le Chêne, Pouan-les-Vallées és Villette-sur-Aube községekkel határos.

## Népesség
A település népessége az elmúlt években az alábbi módon változott:
| Lakosok száma | 187  | 204  | 210  | 196  | 199  | 193  | 181  | 180  | 179  | 168  |
|               | 1968 | 1982 | 1990 | 2006 | 2013 | 2015 | 2017 | 2019 | 2020 | 2022 |